# 知覚動詞
知覚動詞（ちかくどうし；英語: verb of perception、ドイツ語: perzeptives Verb、ラテン語: Verbum sentiendi）、もしくは感覚動詞（かんかくどうし；sensory verb、感覚動詞の方が狭義）とは、特に印欧語の文法において、知覚や感覚を表現する動詞で、目的格補語に原形不定詞や現在分詞をとることができる動詞のことをいう。

## 英語の場合
代表的なものとして、feel, hear, see, watch, catch sight of, listen to などが挙げられる。 
- I felt the earth move. （地面が揺れるのを感じた。"move" が原形不定詞）
- We heard the bell toll. （そのベルが鳴るのが聞こえた。"toll" が原形不定詞）
- I saw the cat cross the road. （その猫がその道を横切るのを見た。"cross" が原形不定詞）

catch sight ofやlisten toは、ひとつの他動詞として働く。listen toで原形不定詞をとるのは、アメリカの用法。

### 目的格補語に原形不定詞・現在分詞・過去分詞の内のどれを用いるか
ただし、通常は目的格補語が過去分詞の場合は知覚動詞には含めない。
※ただし、上記説明には、知覚動詞は「基本、原形で使用する」という基本的概念が欠けているので注意。
|           | 現在分詞 | 原形不定詞 | 過去分詞 |
| --------- | -------- | ---------- | -------- |
| feel      | 〇       | 〇         | 〇       |
| see       | 〇       | 〇         | 〇       |
| hear      | 〇       | 〇         | 〇       |
| look at   | 〇       | 〇         | -        |
| notice    | 〇       | 〇         | -        |
| watch     | 〇       | 〇         | -        |
| observe   | 〇       | 〇         | -        |
| listen to | 〇       | 〇         | -        |
| discover  | 〇       | -          | 〇       |
| find      | 〇       | -          | 〇       |
| perceive  | 〇       | -          | -        |
| imagine   | 〇       | -          | -        |
| catch     | 〇       | -          | -        |
| smell     | 〇       | -          | -        |

## ドイツ語の場合
代表的なものとして、fühlen, hören, sehen, blicken, spüren (, finden)  などが挙げられる。
知覚動詞はwie/dass節に書き換えることができる。
```
Ich sehe das Kaninchen springen.
（私はその兎が飛び跳ねるのを見る。）
= 
Ich sehe, wie/dass das Kaninchen springt.
```

ドイツ語では、英語で言うところの目的格補語が過去分詞であることは、finden などの一部を除いて容認できないので、感覚動詞はwie/dass節に書き換える必要がある。
たとえば、英語では
```
In the war he saw soldiers cut in two by machine-gun fire.
（戦争で彼は兵士たちが機関銃射でずたずたになるのを見た。）
```

とあるところを、ドイツ語では
```
Im Krieg sah er, wie Maschinengewehrgarben Soldaten in Stücke rissen. 
 ← wie節は能動態、過去形を用いている。
```

のようにするのである。
一方で以下の文が可能である。
```
Ich fand das Tor geöffnet
(=offen). ← 過去形を用いている。
（私は門が開いているのを見た。）
```

finden はまた、しばしば再帰代名詞とともに用いられる。
```
Beim Erwachen fand er sich von Fremde umgeben.
（目覚めると彼は見知らぬ人に取り囲まれていることに気が付いた。）
```

受動文もなりえる。
```
Er ist von mir rauchen gesehen worden.
 ← 現在完了形を用いている。
（彼はタバコを吸っているのを私に見られた。）
```